# 나카무라 요시헤이

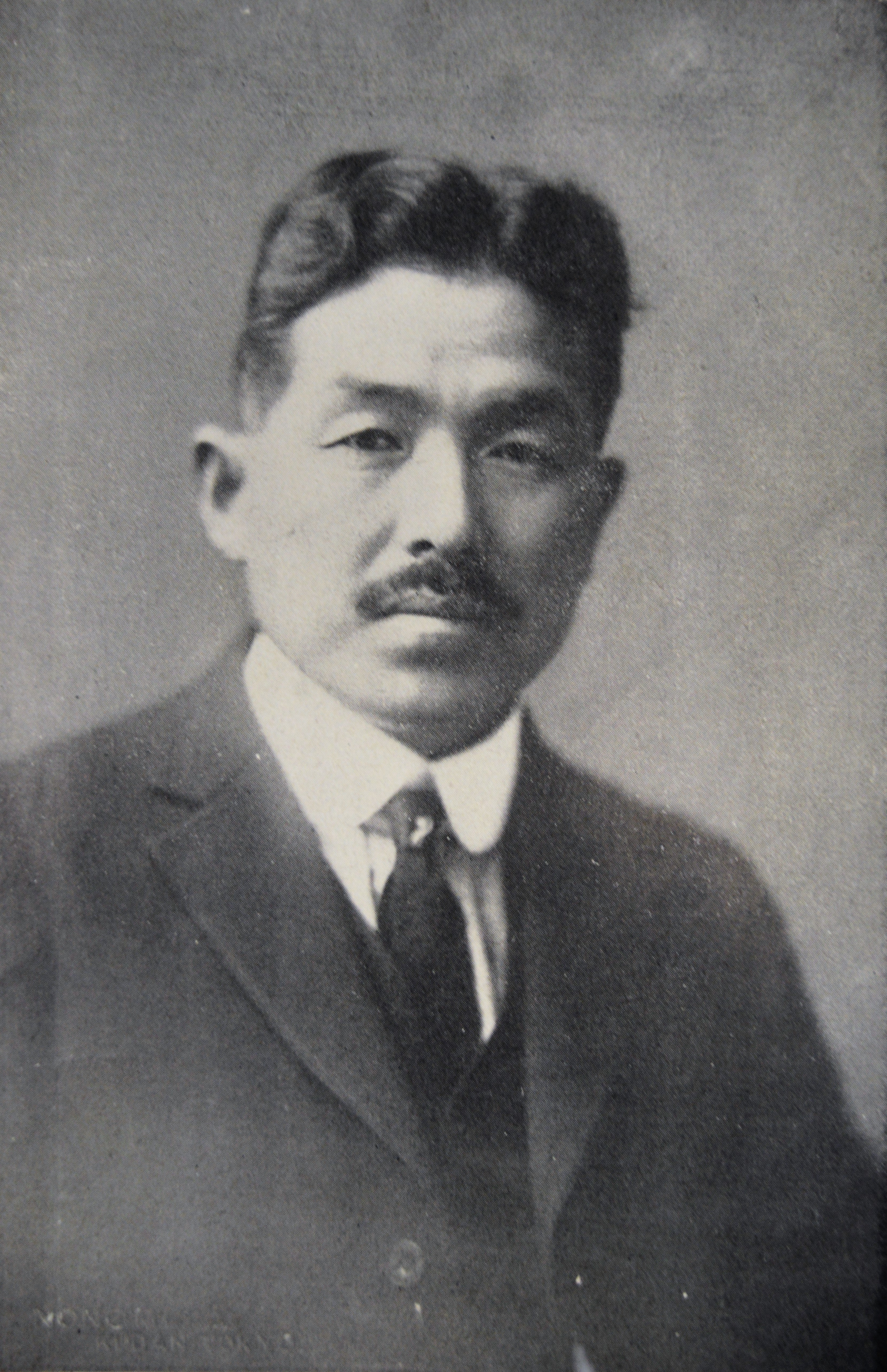
나카무라 요시헤이

나카무라 요시헤이(일본어: 中村 與資平, 1880년 2월 8일 - 1963년 12월 21일)는 일본의 건축가이다. 조선, 만주와 출신지인 시즈오카현 등지의 공공건물의 건축에 많이 관여한 인물이다.

## 약력
- 1880년 : 현재의 하마마쓰시 히가시 구에서 출생.
- 1902년 : 현재의 교토 대학의 전신인 제3고등학교(ja)를 졸업.
- 1905년 : 도쿄 대학 건축학과 졸업.
- 1907년 : 일본 제1은행 한국총지점(나중의 조선은행 본점, 이후 한국은행 화폐박물관이 됨) 공사 감독관으로 근무.
- 1908년 : 경성(서울)으로 이주함.
- 1912년 : 조선은행 본점이 준공, 조선은행의 건축고문이 됨. 을지로에 건축사무소 개설.
- 1917년 : 다롄에 건축사무소의 출장소 및 공무부를 개설.
- 1922년 : 도쿄에 나카무라공무소를 개설하고 도쿄로 이주.
- 1944년 : 건축사무소를 폐쇄하고 하마마쓰로 소개(疎開)됨.
- 1952년 : 시즈오카 현의 교육위원에 당선됨.
- 1963년 : 하마마쓰에서 사망함.

## 주요 작품
- 조선은행 다롄지점(1920년, 다롄 시)
- 조선은행 펑톈지점(1920년, 선양 시)
- 천도교 중앙대교당(1921년, 서울특별시)
- 서울 중앙고등학교 서관 및 동관(1921년/1923년, 서울특별시)
- 조선은행 군산지점 (1923년, 군산시)
- 엔슈은행 본점(현 시즈오카은행 하마마쓰지점, 1928년, 하마마쓰시)
- 시즈오카은행(ja) 본점(1931년, 시즈오카시)
- 도요하시시 공회당(1931년, 도요하시 시)
- 시즈오카 시청(1934년, 시즈오카 시)
- 시즈오카 시 공회당(1935년, 시즈오카 시)
- 오사카 사이세이카이 병원(ja)(1935년, 오사카시, 해체 후 복원)
- 시즈오카 현청 본관(1937년, 시즈오카 시)
- 이왕가 미술관(현 덕수궁 미술관, 1937년, 서울특별시)

### 사진

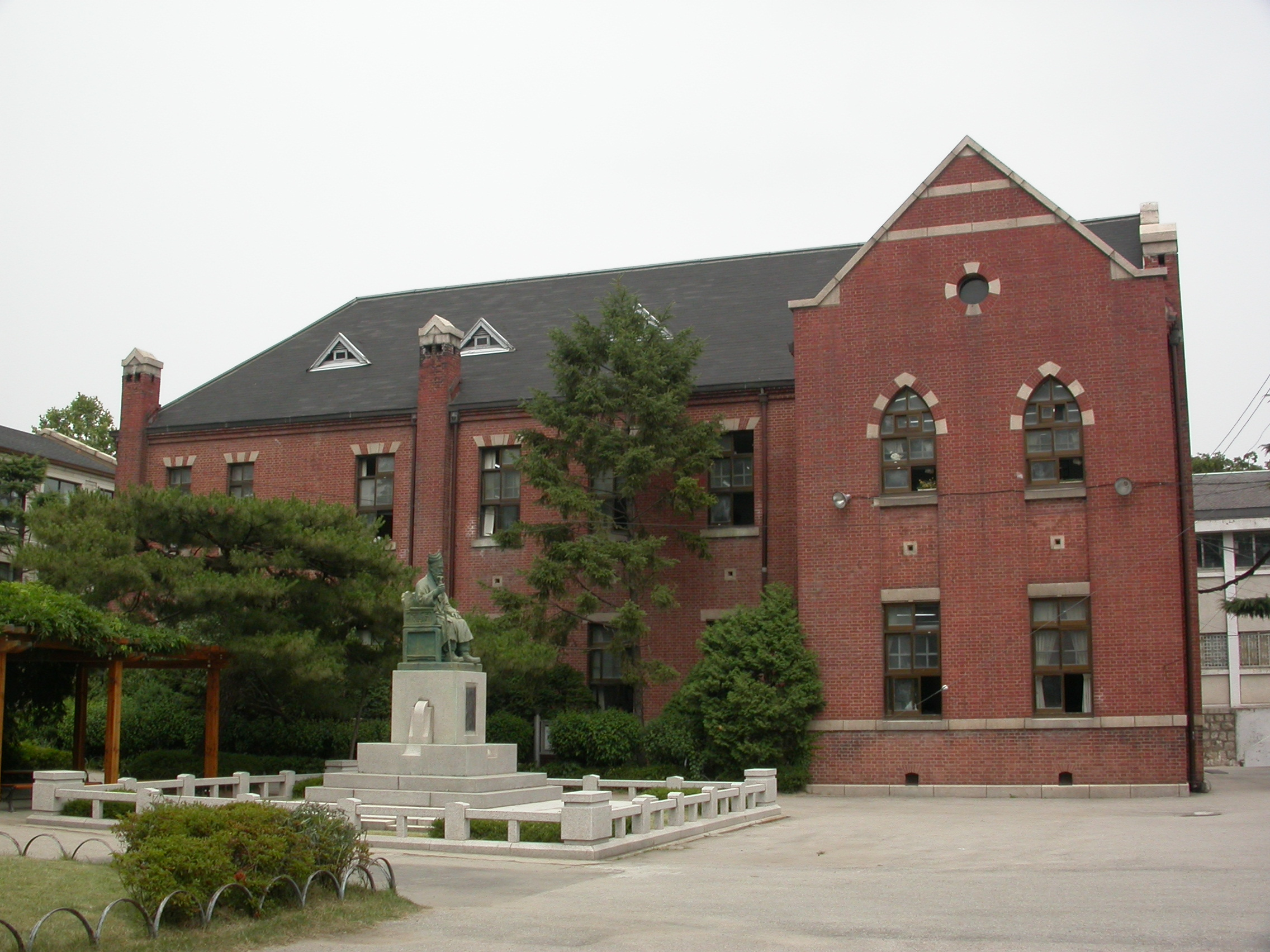
중앙고등학교 동관
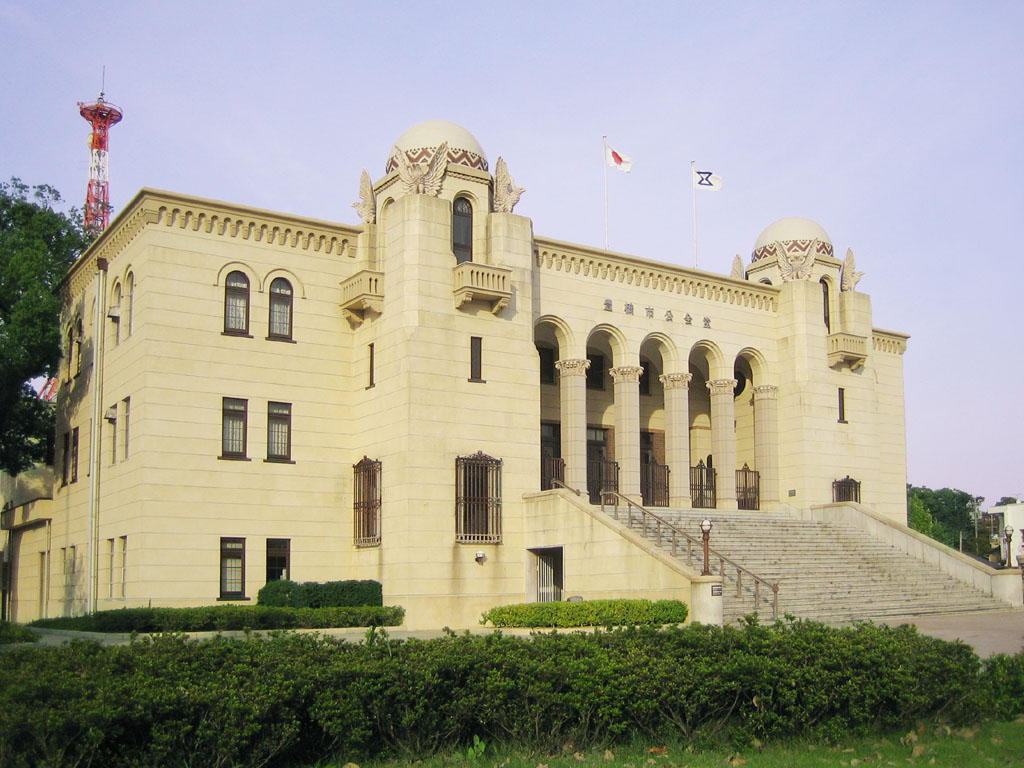
도요하시 시 공회당
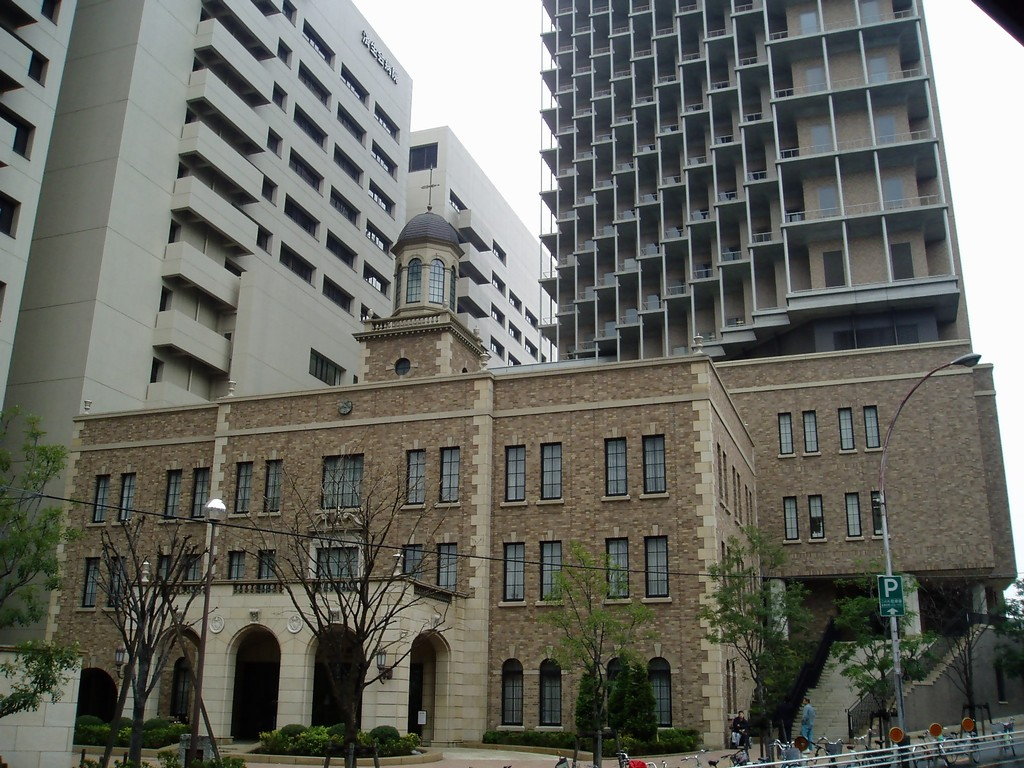
사이세이카이 병원
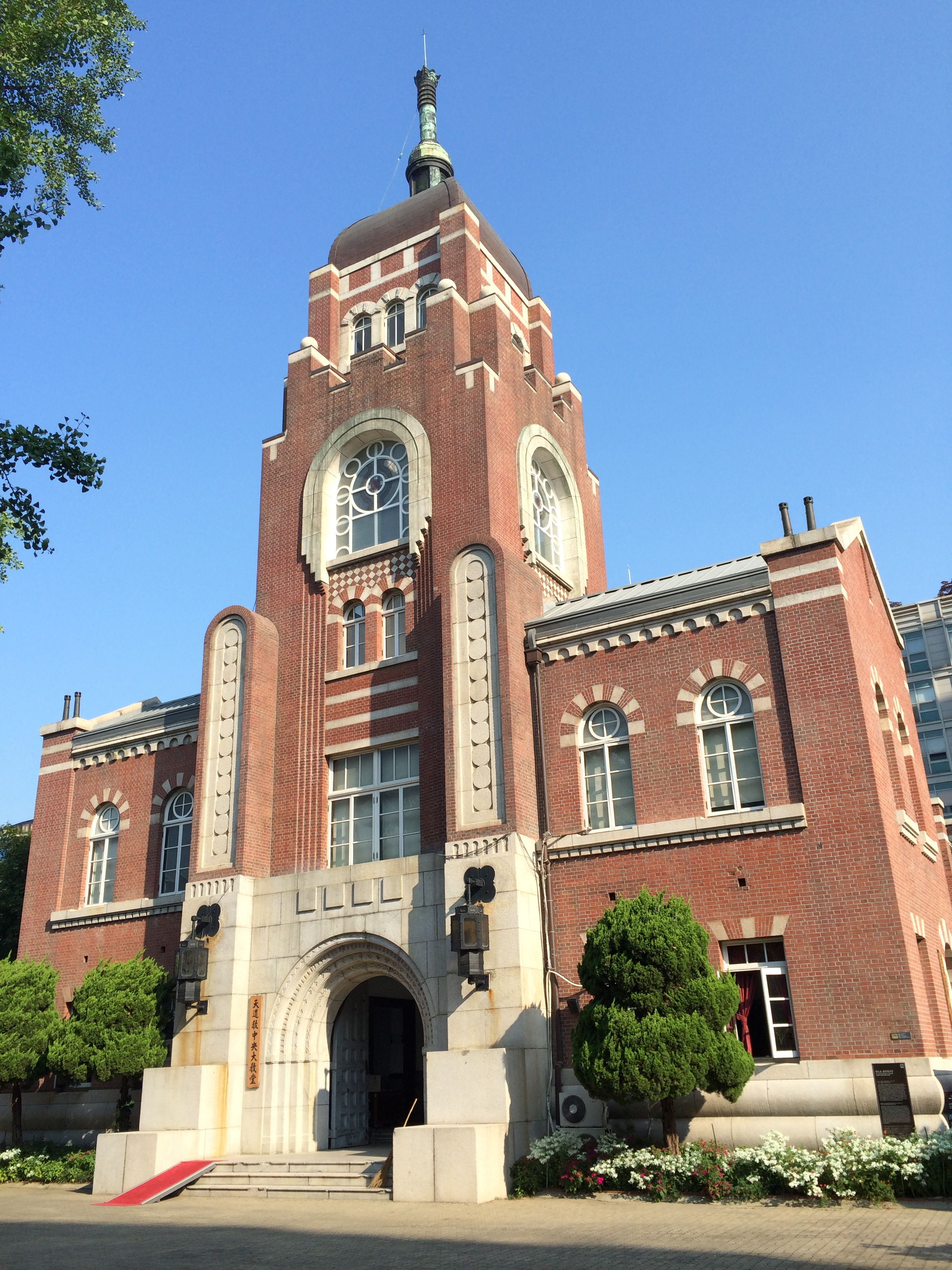
천도교 중앙 대교당
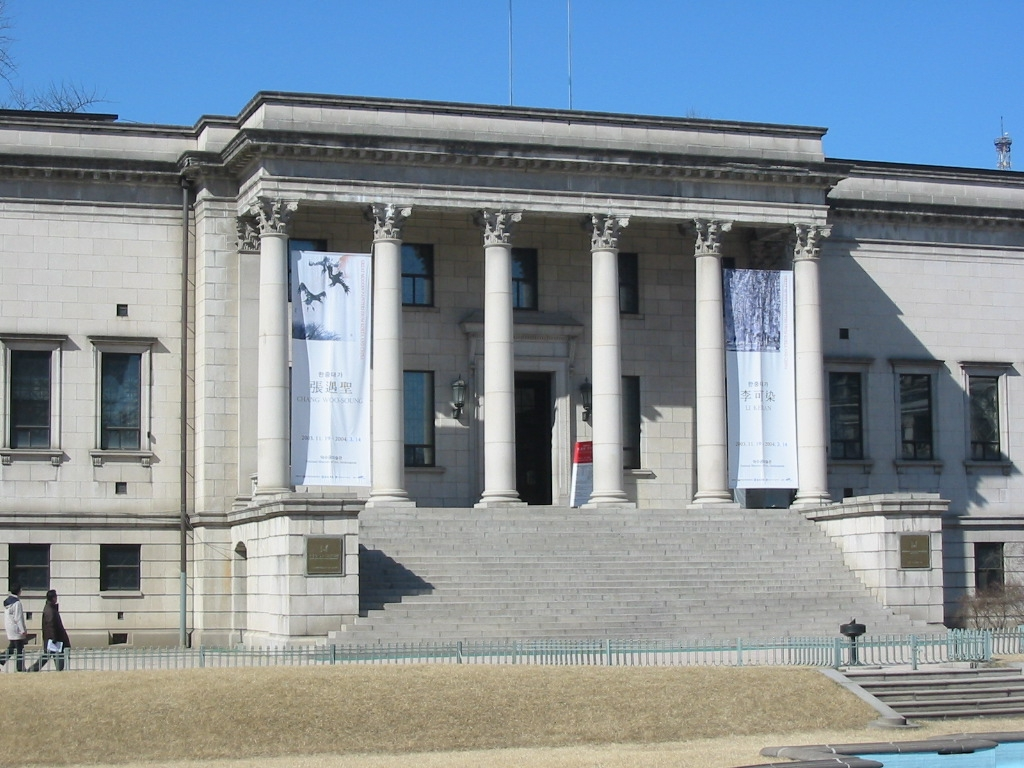
덕수궁 미술관